# إدي غيريرو
إدي غيريرو (بالإنجليزية: Eddie Guerrero) اسمه الحقيقي هو إدواردو غوري غيريرو لانيس ولد بإل باسو بولاية تكساس في 9 أكتوبر 1967 هو مصارع مكسيكي من عائلة غوريرو العريقة في ميدان المصارعة الحرة توفي في 13 نوفمبر 2005 بأحد الفنادق بمنيابولس بالولايات المتحدة الأمريكية توفي إدي وهو في 38 من عمره.

## وفاته
توفي إدي في 13 نوفمبر 2005 في إحدى الفنادق في منيابولس حيث وجده ابن اخيه تشافو غيريرو وقام بإنعاشه ولكن دون جدوى حتى قام بنقله إلى المستشفى ومات وهو في سيارة الإسعاف عن عمر يناهز 38 عام بسبب انسداد الشرايين وقد أُقيم تكريم للذكرى إدي في اليوم التالي في عرض الرو مثل التكريم الذي أُقيم لراحل الشهير أوين هارت الذي مات في 23 مايو 1999 جراء سقوطه من فوق الحلبة . يظن البعض أن إدي مات في الحلبة فقد كانت هذه الحادثة في مايو 2004 حينما كان يلعب مباره مع ري ميستيريو ضد دايدلي وجي بي إل وسقط إدي في الحلبة في عرض سماكداون! بعدما كان يتمتع بنشاط وكان السبب هو أن إدي كان يعاني فقر دم وأغشي عليه بالحلبة .

## بطولات والإنجازات
- بطل دبليو دبليو أي للوزن الثقيل.
- بطل دبليو دبليو أي للقارات (مرتين).
- بطل دبليو دبليو أي للولايات المتحدة الأمريكية.
- بطولة دبليو دبليو أي الأوروبية (مرتين).
- بطل دبليو دبليو أي للفرق (ثلات مرات).
- بطولة دبليو سي دبليو للكروزرويت.
- ECW Television Title (مرتين).
- بطل دبليو دبليو أي (خمس مرات).
- بطولة دبليو سي دبليو.

## وصلات خارجية
- إدي غيريرو على موقع دبليو دبليو إي (الإنجليزية)
- إدي غيريرو على موقع WrestlingData.com (الإنجليزية)
- إدي غيريرو على موقع CageMatch worker (الإنجليزية)
- إدي غيريرو على موقع قاعدة بيانات المصارعة على الإنترنت (الإنجليزية)
- إدي غيريرو على موقع عالم المصارعة على الإنترنت (الإنجليزية)
- إدي غيريرو على موقع عالم المصارعة على الإنترنت (الإنجليزية)
- إدي غيريرو على موقع IMDb (الإنجليزية)
- إدي غيريرو على موقع ميوزك برينز (الإنجليزية)
- إدي غيريرو على موقع إن إن دي بي (الإنجليزية)
- إدي غيريرو على موقع قاعدة بيانات الفيلم (الإنجليزية)